# Agilolphe
Pour les articles homonymes, voir Agilulf (homonymie).
Agilolphe de Stavelot ou saint Agilolphe, écrit aussi Agilolfe est le 12e abbé de Stavelot-Malmedy, au VIIIe siècle. On le fête comme saint le 31 mars.

## Biographie
Les biographies de saint Agilolphe sont relativement contradictoires quant aux dates. Il est d'ailleurs possible qu'il y ait eu deux Agilolphe. L'un qui fut archevêque de Cologne, l'autre, moine de Malmedy.
Né de parents nobles, élève de saint Angélin, entre les mains de qui il fait sa profession religieuse en 744, Agilolphe aurait succédé en 746 à Angélin à la tête des monastères de Stavelot-Malmedy en y devenant le 12e abbé. La même année, il est élevé au siège épiscopal de Cologne, participe avec Boniface de Mayence au synode de Düren au cours duquel les évêques de Neustrie et d'Austrasie réaffirment leur unité et leur obéissance au Saint-Siège. Il ne reste toutefois que quatre ans à la tête du diocèse, préférant revenir à Malmedy. 

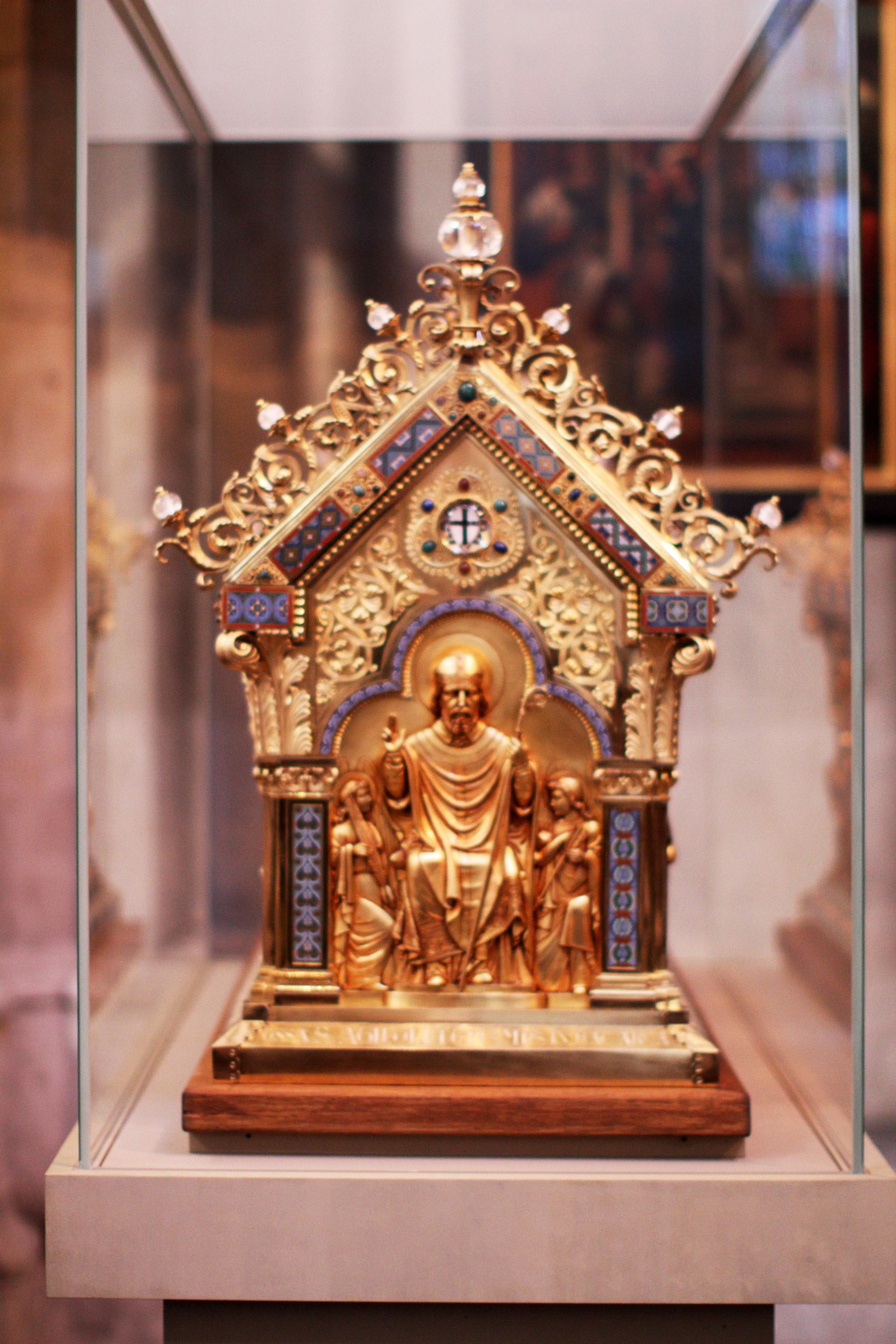
Châsse de saint Agilolphe, cathédrale de Cologne

On dit qu'il a essayé de persuader le roi Pépin de Herstal de céder son trône à quelqu'un d'autre que Charles Martel, en raison de son illégitimité. Le martyre d'Agilulfus pourrait être le résultat de la vengeance de Charles Martel.
Les moines rapportent le corps d'Agilolphe à l'abbaye de Malmedy. Le roi, après s'être recueilli sur son tombeau, gagne Amblève à son tour et y défait complètement les pillards. En 1161, Annon, évêque de Cologne, fait transférer ses reliques de Malmedy à l’église Sainte-Marie aux Marches à Cologne. 
La légende raconte que lorsqu'Agilolphe rend son dernier soupir, une colombe blanche s'échappe de ses lèvres et s'envole vers les cieux. Des anges veillent son tombeau auprès duquel fleurissent les miracles. On raconte aussi qu'à l'endroit de son martyre, des lumières célestes rayonnent pendant la nuit et que le gazon qui recueillit son sang reste toujours vert, en dépit de la chaleur ou du froid. 